# Kuželj (Delnice)
 Kuželj  falu Horvátországban, a Tengermellék-Hegyvidék megyében. Közigazgatásilag Delnicéhez tartozik.

## Fekvése
Fiumétól 33 km-re északkeletre, községközpontjától 9 km-re északra, a horvát Hegyvidék középső részén, a Kulpa jobb partján a Bjelica torkolatánál fekszik.

## Története
A településnek 1857-ben 285, 1910-ben 219 lakosa volt. A trianoni békeszerződésig Modrus-Fiume vármegye Delnicei járásához tartozott. 2011-ben 48 lakosa volt.

## Lakosság
| Lakosság változása | Lakosság változása | Lakosság változása | Lakosság változása | Lakosság változása | Lakosság változása | Lakosság változása | Lakosság változása | Lakosság változása | Lakosság változása | Lakosság változása | Lakosság változása | Lakosság változása | Lakosság változása | Lakosság változása | Lakosság változása |
| ------------------ | ------------------ | ------------------ | ------------------ | ------------------ | ------------------ | ------------------ | ------------------ | ------------------ | ------------------ | ------------------ | ------------------ | ------------------ | ------------------ | ------------------ | ------------------ |
| 1857               | 1869               | 1880               | 1890               | 1900               | 1910               | 1921               | 1931               | 1948               | 1953               | 1961               | 1971               | 1981               | 1991               | 2001               | 2011               |
| 285                | 239                | 221                | 244                | 204                | 219                | 194                | 195                | 147                | 140                | 124                | 95                 | 79                 | 49                 | 35                 | 48                 |

## Nevezetességei
Keresztelő Szent János tiszteletére szentelt plébániatemploma.